# Династія Пізня Чжао
Дина́стія Пізня Чжао (спрощ.: 后赵; кит. трад.: 後趙; піньїнь: Hòuzhào) — династія, що правила північним Китаєм після і водночас з династієм Рання Чжао, яку у 329 році підкорила. Була повалена державою Рання Янь. Вважається однією з Шістнадцяти варварських держав. Ця династія керувалася імператорами з роду Ши, першим з яких був Ши Ле.

## Історія
Засновником держави пізня Чжао виступив рід Ши. Його представник, колишній раб, Ши Ле під час внутрішніх чвар 290-х років втік до племені сюнну з держави Цзінь. Згодом приєднався до шаньюя Лю Юаня, якому допомагав у війні із Цзінь. Після смерті останнього, скориставшись чварами у родині Лю з династії Рання Чжао, у 319 році оголосив про створення нової династії Старша Чжао.
Надалі представники цього роду вели тривалі бойові дії проти армій Цзінь, кочових племен півночі, тибетців, місцевих китайських військовиків. У 329 році рід Ши зумів перемогти державу Рання Чжао. Найбільшого розквіту Пізня Чжао набула за правління Ши Ху. Втім серед великої кількості кочових племен. що перебралися до північного Китаю рід Ши не зумів набути належної та постійної підтримки. Вже наприкінці 340-х років спалахують внутрішні чвари між різними племенами, точиться постійна боротьба за владу між нащадками Ши Ху. Зрештою Піздя Чжао була знищена сяньбійцями, які заснували династію Рання Янь.

## Культура
За імператорів пізньої Чжао посилюється вплив буддизму, зводяться численні храми. Представники цієї релігії починають обіймати керівні посади у державі. Водночас робляться спроби культурного відродження країни.

## Імператори
| Посмертне ім'я                   | Особисте ім'я          | Роки правління | Девіз і роки правління                                                                            |
| -------------------------------- | ---------------------- | -------------- | ------------------------------------------------------------------------------------------------- |
| Мін-ді 明帝 Míngdì               | Ши Ле 石勒 Shí Lè      | 319–333        | - Чжаован (趙王 Zhàowáng) 319—328 - Тайхе (太和 Tàihé) 328—330 - Цзяньпін (建平 Jiànpíng) 330—333 |
| Хай Ян-ван 海陽王 Hǎiyángwáng    | Ши Хун 石弘 Shí Hóng   | 333—334        | - Цзяньпін (建平 Jiànpíng) 333 - Яньсі (延熙 Yánxī) 334                                           |
| У-ді 武帝 Wǔdì                   | Ши Ху 石虎 Shí Hǔ      | 334–349        | - Цзяньу (建武 Jiànwǔ) 334—349 - Тайнін (太寧 Tàiníng) 349                                        |
| Цяо-ван 譙王 Qiáowáng            | Ши Ши 石世 Shí Shì     | 349            | - Тайнін (太寧 Tàiníng) 349                                                                       |
| Пан-чен-ван 彭城王 Pángchéngwáng | Ши Цзунь 石遵 Shí Zūn  | 349            | - Тайнін (太寧 Tàiníng) 349                                                                       |
| І Ян-ван 義陽王 Yìyángwáng       | Ши Цзянь 石鑒 Shí Jiàn | 349—350        | - Цінлун (青龍 Qīnglóng) 349—350                                                                  |
| Сінь Сін-ван 新興王 Xīnxīngwáng  | Ши Чжи 石祗 Shí Zhī    | 350—351        | - Юннін (永寧 Yǒngníng) 349—350                                                                   |